# ファントム・スレッド
『ファントム・スレッド』（Phantom Thread）は、2017年のアメリカ合衆国のドラマ・ロマンス映画。監督は世界三大映画祭の監督賞を制覇したポール・トーマス・アンダーソン。主演はアカデミー主演男優賞を3度受賞したダニエル・デイ＝ルイス。共演はレスリー・マンヴィル、ヴィッキー・クリープスら。音楽はイギリスのロックバンドレディオヘッドのギタリスト、ジョニー・グリーンウッド。監督のアンダーソン、主演のデイ＝ルイス、音楽のグリーンウッドのタッグは2007年公開の『ゼア・ウィル・ビー・ブラッド』でも組まれており、本作で二度目のタッグとなった。主演のデイ＝ルイスは、本作の主演を最後に俳優業を引退する。

## あらすじ
舞台は1950年代のロンドン、オートクチュールの仕立て屋レイノルズ・ウッドコックは、ある日、若きウェイトレスのアルマと恋に落ちる。二人の関係は幸せに見えたが、やがてアルマは、数々の女性のドレスを仕立て、数々の女性の心や体に触れてきたレイノルズがいまだに結婚していないことに疑問を抱き始める。これまで順風満帆だったレイノルズの生活は、若く攻撃的なアルマによってだんだんと狂い始め、レイノルズやウッドコック家が隠していた過去や秘密が明らかになる。

## キャスト
※括弧内は日本語吹替
- レイノルズ・ウッドコック - ダニエル・デイ＝ルイス（田中秀幸）
- アルマ・エルソン - ヴィッキー・クリープス（斉藤梨絵）
- シリル・ウッドコック - レスリー・マンヴィル（寺内よりえ）
- ジョアンナ - カミーラ・ラザフォード（英語版）
- ヘンリエッタ・ハーディング伯爵夫人 - ジーナ・マッキー
- ドクター・ロバート・ハーディ - ブライアン・グリーソン（英語版）（川中子雅人）
- バーバラ・ローズ - ハリエット・サンソム・ハリス（英語版）（橘あんり）
- モナ・ブラガンザ王女 - ルイザ・リヒター
- レディ・ボルティモア - ジュリア・デイヴィス（英語版）
- ロード・ボルティモア - ニコラス・マンダー（英語版）
- ピーター・マーティン - フィリップ・フランクス（英語版）
- ティッピー - フィリス・マクマホン（英語版）
- ルビオ・ゲレロ - サイラス・カーソン（英語版）
- ジョージ・ライリー - リチャード・グレアム（英語版）
- ジョン・エヴァンス - マーティン・ドゥー
- 記録 - イアン・ハロッズ
- ミセス・ヴォーン - ジェーン・ペリー

## 製作
2016年6月2日、ポール・トーマス・アンダーソンが、ダニエル・デイ＝ルイス主演で1950年代のファッション業界を描いたドラマ映画を作ると報道された。同年9月8日、2017年下旬にフォーカス・フィーチャーズとユニバーサル・ピクチャーズ配給で本作を公開することが分かった。2017年1月、レズリー・マンヴィル、リチャード・グラハム、ヴィッキー・クリープスが出演することが決定した。同年1月下旬、主な撮影がイギリスのライスで行われた。同年11月2日、ポール・トーマス・アンダーソンが、自身が本作の撮影をしたという報道をネットニュース内で否定した。
アンダーソンは『レベッカ』を念頭に置きながら本作を製作したと語っている。
ダニエル・デイ＝ルイスは本作の役作りのため、1年間ニューヨークの裁縫師のもとでドレス作りを勉強し、実際に作れるまでになったという。また、デイ=ルイスが参考にしたブランドはバレンシアガであるという。また、デイ＝ルイスが演じたレイノルズ・ウッドコックは、チャールズ・ジェイムスをベースにしているとアンダーソン監督は語っている。

## 評価

### 批評家・観客の反応
本作は批評家・観客双方から賞賛されている。
Rotten Tomatoesでは276の批評家レビューのうち91%が支持評価を下し、平均評価は10点中8.5点となった。
Metacriticでは359のユーザーレビューに基づいて、平均評価は10点中7.7点となった。Metascoreは51の批評家レビューに基づいて、100点中75点となった。

### 受賞・ノミネート
| 賞                                     | 日付           | 分野                                 | 対象                                                                                 | 結果       | 出典          |
| -------------------------------------- | -------------- | ------------------------------------ | ------------------------------------------------------------------------------------ | ---------- | ------------- |
| オースティン映画批評家協会賞           | 2018年1月5日   | 主演男優賞                           | ダニエル・デイ＝ルイス                                                               | ノミネート | [ 10 ]        |
| 大人のための映画賞                     | 2018年2月5日   | 主演男優賞                           | ダニエル・デイ＝ルイス                                                               | ノミネート | [ 11 ] [ 12 ] |
| 大人のための映画賞                     | 2018年2月5日   | 助演女優賞                           | レスリー・マンヴィル                                                                 | ノミネート | [ 11 ] [ 12 ] |
| アカデミー賞                           | 2018年3月4日   | 作品賞                               | ジョアン・セラー、ポール・トーマス・アンダーソン、ミーガン・エリソン、ダニエル・ルピ | ノミネート | [ 13 ]        |
| アカデミー賞                           | 2018年3月4日   | 監督賞                               | ポール・トーマス・アンダーソン                                                       | ノミネート | [ 13 ]        |
| アカデミー賞                           | 2018年3月4日   | 主演男優賞                           | ダニエル・デイ＝ルイス                                                               | ノミネート | [ 13 ]        |
| アカデミー賞                           | 2018年3月4日   | 助演女優賞                           | レズリー・マンヴィル                                                                 | ノミネート | [ 13 ]        |
| アカデミー賞                           | 2018年3月4日   | 作曲賞                               | ジョニー・グリーンウッド                                                             | ノミネート | [ 13 ]        |
| アカデミー賞                           | 2018年3月4日   | 衣装デザイン賞                       | マーク・ブリッジス                                                                   | 受賞       | [ 13 ]        |
| オースティン映画批評家協会賞           | 2018年1月8日   | 作曲賞                               | ジョニー・グリーンウッド                                                             | ノミネート | [ 14 ]        |
| ボストン映画批評家協会賞               | 2017年12月10日 | 作品賞                               | ファントム・スレッド                                                                 | 受賞       | [ 15 ]        |
| ボストン映画批評家協会賞               | 2017年12月10日 | 監督賞                               | ポール・トーマス・アンダーソン                                                       | 受賞       | [ 15 ]        |
| ボストン映画批評家協会賞               | 2017年12月10日 | 作曲賞                               | ジョニー・グリーンウッド                                                             | 受賞       | [ 15 ]        |
| ボストン・オンライン映画批評家協会賞   | 2017年12月9日  | トップ10作品                         | ファントム・スレッド                                                                 | 5位        | [ 16 ]        |
| ボストン・オンライン映画批評家協会賞   | 2017年12月9日  | 監督賞                               | ポール・トーマス・アンダーソン                                                       | 受賞       | [ 16 ]        |
| ボストン・オンライン映画批評家協会賞   | 2017年12月9日  | 作曲賞                               | ジョニー・グリーンウッド                                                             | 受賞       | [ 16 ]        |
| 英国アカデミー賞                       | 2018年2月18日  | 主演男優賞                           | ダニエル・デイ＝ルイス                                                               | ノミネート | [ 17 ]        |
| 英国アカデミー賞                       | 2018年2月18日  | 助演女優賞                           | レズリー・マンヴィル                                                                 | ノミネート | [ 17 ]        |
| 英国アカデミー賞                       | 2018年2月18日  | 作曲賞                               | ジョニー・グリーンウッド                                                             | ノミネート | [ 17 ]        |
| 英国アカデミー賞                       | 2018年2月18日  | 衣裳デザイン賞                       | マーク・ブリッジス                                                                   | 受賞       | [ 17 ]        |
| シカゴ映画批評家協会賞                 | 2017年12月12日 | 主演男優賞                           | ダニエル・デイ＝ルイス                                                               | ノミネート | [ 18 ] [ 19 ] |
| シカゴ映画批評家協会賞                 | 2017年12月12日 | 主演女優賞                           | ヴィッキー・クリープス                                                               | ノミネート | [ 18 ] [ 19 ] |
| シカゴ映画批評家協会賞                 | 2017年12月12日 | 助演女優賞                           | レスリー・マンヴィル                                                                 | ノミネート | [ 18 ] [ 19 ] |
| シカゴ映画批評家協会賞                 | 2017年12月12日 | 脚本賞                               | ポール・トーマス・アンダーソン                                                       | ノミネート | [ 18 ] [ 19 ] |
| シカゴ映画批評家協会賞                 | 2017年12月12日 | 美術賞                               | ファントム・スレッド                                                                 | ノミネート | [ 18 ] [ 19 ] |
| シカゴ映画批評家協会賞                 | 2017年12月12日 | 作曲賞                               | ジョニー・グリーンウッド                                                             | 受賞       | [ 18 ] [ 19 ] |
| 衣装デザイナー組合賞                   | 2018年2月20日  | 映画衣裳デザイン賞（ピリオド部門）   | マーク・ブリジッス                                                                   | ノミネート | [ 20 ]        |
| クリティクス・チョイス・アワード       | 2018年1月11日  | 主演男優賞                           | ダニエル・デイ＝ルイス                                                               | ノミネート | [ 21 ]        |
| クリティクス・チョイス・アワード       | 2018年1月11日  | 美術賞                               | マーク・ティルズリー、ヴェロニク・ムルリー                                           | ノミネート | [ 21 ]        |
| クリティクス・チョイス・アワード       | 2018年1月11日  | 衣裳デザイン賞                       | マーク・ブリッジス                                                                   | 受賞       | [ 21 ]        |
| クリティクス・チョイス・アワード       | 2018年1月11日  | 音楽賞                               | ジョニー・グリーンウッド                                                             | ノミネート | [ 21 ]        |
| ダラス・フォートワース映画批評家協会賞 | 2017年12月13日 | 主演男優賞                           | ダニエル・デイ＝ルイス                                                               | ノミネート | [ 22 ]        |
| デトロイト映画批評家協会賞             | 2017年12月3日  | 監督賞                               | ポール・トーマス・アンダーソン                                                       | ノミネート | [ 23 ]        |
| デトロイト映画批評家協会賞             | 2017年12月3日  | 主演男優賞                           | ダニエル・デイ＝ルイス                                                               | ノミネート | [ 23 ]        |
| デトロイト映画批評家協会賞             | 2017年12月3日  | 作曲賞                               | ファントム・スレッド                                                                 | ノミネート | [ 23 ]        |
| フロリダ映画批評家協会賞               | 2017年12月23日 | 美術賞                               | ファントム・スレッド                                                                 | ノミネート | [ 24 ] [ 25 ] |
| フロリダ映画批評家協会賞               | 2017年12月23日 | 作曲賞                               | ジョニー・グリーンウッド                                                             | ノミネート | [ 24 ] [ 25 ] |
| ジョージア映画批評家協会賞             | 2018年1月12日  | 作曲賞                               | ジョニー・グリーンウッド                                                             | ノミネート | [ 26 ]        |
| ゴールデングローブ賞                   | 2018年1月7日   | 主演男優賞 (ドラマ部門)              | ダニエル・デイ＝ルイス                                                               | ノミネート | [ 27 ]        |
| ゴールデングローブ賞                   | 2018年1月7日   | 作曲賞                               | ジョニー・グリーンウッド                                                             | ノミネート | [ 27 ]        |
| インディワイア批評家投票               | 2016年12月19日 | 2017年の受賞予想                     | ファントム・スレッド                                                                 | 4位        | [ 28 ]        |
| インディワイア批評家投票               | 2017年12月19日 | 作品賞                               | ファントム・スレッド                                                                 | 4位        | [ 29 ]        |
| インディワイア批評家投票               | 2017年12月19日 | 監督賞                               | ポール・トーマス・アンダーソン                                                       | 受賞       | [ 29 ]        |
| インディワイア批評家投票               | 2017年12月19日 | 主演男優賞                           | ダニエル・デイ＝ルイス                                                               | 2位        | [ 29 ]        |
| インディワイア批評家投票               | 2017年12月19日 | 助演女優賞                           | レスリー・マンヴィル                                                                 | 4位        | [ 29 ]        |
| インディワイア批評家投票               | 2017年12月19日 | 脚本賞                               | ポール・トーマス・アンダーソン                                                       | 3位        | [ 29 ]        |
| インディワイア批評家投票               | 2017年12月19日 | 撮影賞                               | ファントム・スレッド                                                                 | 3位        | [ 29 ]        |
| ロケーション・マネージャー組合賞       | 2018年4月      | Outstanding Locations in Period Film | ジェイソン・ホイーラー                                                               | ノミネート | [ 30 ]        |
| ロンドン映画批評家協会賞               | 2018年1月28日  | 作品賞                               | ファントム・スレッド                                                                 | ノミネート | [ 31 ]        |
| ロンドン映画批評家協会賞               | 2018年1月28日  | 主演男優賞                           | ダニエル・デイ＝ルイス                                                               | ノミネート | [ 31 ]        |
| ロンドン映画批評家協会賞               | 2018年1月28日  | 助演女優賞                           | レスリー・マンヴィル                                                                 | 受賞       | [ 31 ]        |
| ロンドン映画批評家協会賞               | 2018年1月28日  | 脚本賞                               | ポール・トーマス・アンダーソン                                                       | ノミネート | [ 31 ]        |
| ロンドン映画批評家協会賞               | 2018年1月28日  | 英国男優賞                           | ダニエル・デイ＝ルイス                                                               | ノミネート | [ 31 ]        |
| ロンドン映画批評家協会賞               | 2018年1月28日  | 技術賞                               | マーク・ブリジッス                                                                   | ノミネート | [ 31 ]        |
| ロサンゼルス映画批評家協会賞           | 2017年12月3日  | 作曲賞                               | ジョニー・グリーンウッド                                                             | 受賞       | [ 32 ]        |
| ナショナル・ボード・オブ・レビュー賞   | 2018年11月28日 | オリジナル脚本賞                     | ポール・トーマス・アンダーソン                                                       | 受賞       | [ 33 ]        |
| ナショナル・ボード・オブ・レビュー賞   | 2018年11月28日 | トップ10作品                         | ファントム・スレッド                                                                 | 受賞       | [ 33 ]        |
| 全米映画批評家協会賞                   | 2018年1月6日   | 作品賞                               | ファントム・スレッド                                                                 | 3位        | [ 34 ]        |
| 全米映画批評家協会賞                   | 2018年1月6日   | 監督賞                               | ポール・トーマス・アンダーソン                                                       | 2位        | [ 34 ]        |
| 全米映画批評家協会賞                   | 2018年1月6日   | 主演男優賞                           | ダニエル・デイ＝ルイス                                                               | 2位        | [ 34 ]        |
| 全米映画批評家協会賞                   | 2018年1月6日   | 助演女優賞                           | レスリー・マンヴィル                                                                 | 2位        | [ 34 ]        |
| 全米映画批評家協会賞                   | 2018年1月6日   | 脚本賞                               | ポール・トーマス・アンダーソン                                                       | 3位        | [ 34 ]        |
| ニューヨーク映画批評家協会賞           | 2018年1月3日   | 脚本賞                               | ポール・トーマス・アンダーソン                                                       | 受賞       | [ 35 ]        |
| ニューヨーク・オンライン映画批評家賞   | 2017年12月10日 | トップ10作品                         | ファントム・スレッド                                                                 | 受賞       | [ 36 ]        |
| オンライン映画批評家協会               | 2017年12月28日 | 作品賞                               | ファントム・スレッド                                                                 | ノミネート | [ 37 ] [ 38 ] |
| オンライン映画批評家協会               | 2017年12月28日 | 監督賞                               | ポール・トーマス・アンダーソン                                                       | ノミネート | [ 37 ] [ 38 ] |
| オンライン映画批評家協会               | 2017年12月28日 | 脚本賞                               | ポール・トーマス・アンダーソン                                                       | ノミネート | [ 37 ] [ 38 ] |
| サンディエゴ映画批評家協会賞           | 2017年12月11日 | 衣装デザイン賞                       | マーク・ブリジッス                                                                   | 受賞       |               |
| サンフランシスコ映画批評家協会賞       | 2017年12月10日 | 美術賞                               | マーク・ティルズリー                                                                 | ノミネート | [ 39 ]        |
| サンフランシスコ映画批評家協会賞       | 2017年12月10日 | 作曲賞                               | ジョニー・グリーンウッド                                                             | 受賞       | [ 39 ]        |
| サテライト賞                           | 2018年2月10日  | 主演男優賞                           | ダニエル・デイ＝ルイス                                                               | ノミネート | [ 40 ]        |
| サテライト賞                           | 2018年2月10日  | 美術賞                               | マーク・ティルズリー                                                                 | ノミネート | [ 40 ]        |
| サテライト賞                           | 2018年2月10日  | 衣装デザイン賞                       | マーク・ブリジッス                                                                   | 受賞       | [ 40 ]        |
| シアトル映画批評家協会賞               | 2017年12月18日 | 作品賞                               | ファントム・スレッド                                                                 | ノミネート | [ 41 ]        |
| シアトル映画批評家協会賞               | 2017年12月18日 | 主演男優賞                           | ダニエル・デイ＝ルイス                                                               | 受賞       | [ 41 ]        |
| シアトル映画批評家協会賞               | 2017年12月18日 | 助演女優賞                           | レスリー・マンヴィル                                                                 | ノミネート | [ 41 ]        |
| シアトル映画批評家協会賞               | 2017年12月18日 | 衣装デザイン賞                       | マーク・ブリジッス                                                                   | 受賞       | [ 41 ]        |
| シアトル映画批評家協会賞               | 2017年12月18日 | 作曲賞                               | ジョニー・グリーンウッド                                                             | 受賞       | [ 41 ]        |
| シアトル映画批評家協会賞               | 2017年12月18日 | 美術賞                               | マーク・ティルズリー、ヴェロニク・ムルリー                                           | ノミネート | [ 41 ]        |
| セントルイス映画批評家協会賞           | 2017年12月17日 | 主演男優賞                           | ダニエル・デイ＝ルイス                                                               | ノミネート | [ 42 ] [ 43 ] |
| セントルイス映画批評家協会賞           | 2017年12月17日 | 美術賞                               | マーク・ティルズリー                                                                 | ノミネート | [ 42 ] [ 43 ] |
| セントルイス映画批評家協会賞           | 2017年12月17日 | 作曲賞                               | ジョニー・グリーンウッド                                                             | 受賞       | [ 42 ] [ 43 ] |
| トロント映画批評家協会賞               | 2017年12月10日 | 主演男優賞                           | ダニエル・デイ＝ルイス                                                               | 受賞       | [ 44 ]        |
| バンクーバー映画批評家協会賞           | 2018年1月6日   | 作品賞                               | ファントム・スレッド                                                                 | ノミネート | [ 45 ]        |
| バンクーバー映画批評家協会賞           | 2018年1月6日   | 監督賞                               | ポール・トーマス・アンダーソン                                                       | 受賞       | [ 45 ]        |
| バンクーバー映画批評家協会賞           | 2018年1月6日   | 主演男優賞                           | ダニエル・デイ＝ルイス                                                               | 受賞       | [ 45 ]        |
| バンクーバー映画批評家協会賞           | 2018年1月6日   | 助演女優賞                           | レスリー・マンヴィル                                                                 | ノミネート | [ 45 ]        |
| ワシントンD.C.映画批評家協会賞         | 2017年12月8日  | 主演男優賞                           | ダニエル・デイ＝ルイス                                                               | ノミネート | [ 46 ]        |